# 袖岡文景
袖岡 文景（そでおか ふみかげ、寛政11年7月28日（1799年8月28日）－安政2年6月23日（1855年8月5日））は、江戸時代後期の地下官人。本姓は橘氏。袖岡和景の子、袖岡景命の父。
文化2年に父の死により家督を継ぐ。文化5年5月27日に正六位下采女佑に任ぜられる。同13年1月18日に従五位下玄蕃助に任ぜられる。文政7年1月20日に従五位上に叙され、天保3年1月27日に正五位下（玄蕃助）に叙されてこれが極官となる。
蔵人所衆・上南座に属する地下官人であると同時に勧修寺家の家司として台所役などを務め、天保10年（1839年）より雑掌（家令）を務めて家政にあたり、勧修寺経理の教育係を務めた。
文景の日記は『山城国京都袖岡玄蕃助家記』（三井文庫旧蔵・国文学研究資料館所蔵）として計6年分が現存しており、江戸時代の地下官人（下級公家）の活動及び堂上家の経営についてを知る史料となっている。